# Joey Heatherton

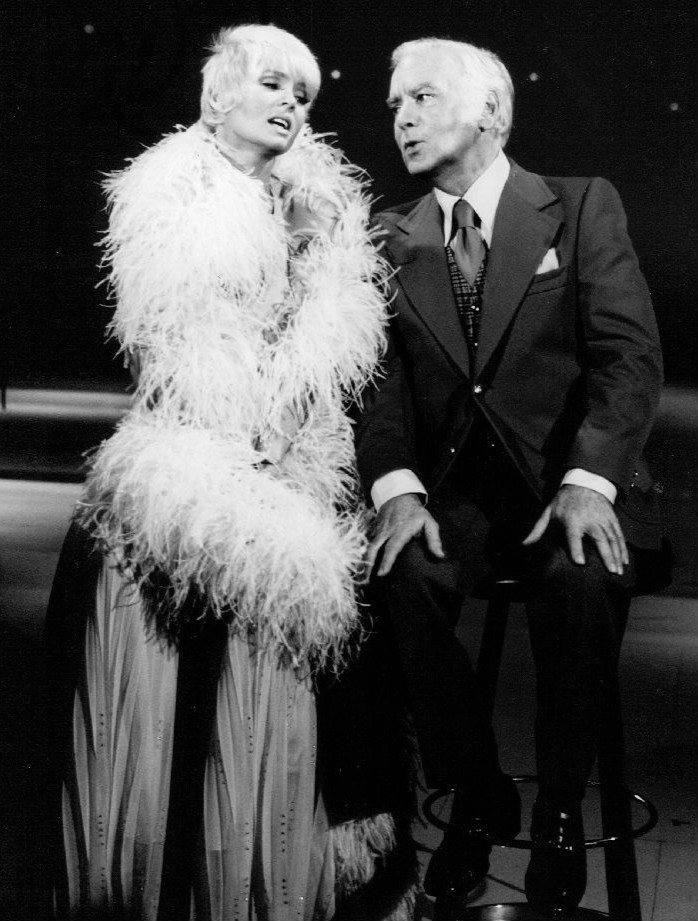
Joey Heatherton (vänster) med sin far Ray Heatherton (1975)

Joey Heatherton, eg. Davenie Johanna Heatherton, född 14 september 1944 i Rockville Centre, Long Island, New York, USA, är en amerikansk skådespelare, som hade sin storhetstid på 1960-talet.
Heatherton började som barnskådespelare och inledde senare en sångkarriär. Hon for på turné med bl.a. Bob Hope.

## Filmografi

### Film
- Twilight of Honor (1963)
- Where Love Has Gone (1964)
- My Blood Runs Cold (1965)
- Den bestialiske (1972)
- The Happy Hooker Goes to Washington (1977)
- The Perils of P.K. (1986)
- Cry-Baby (1990)
- Reflections of Evil (2002)

### TV
- Dean Martin Presents the Golddiggers (regelbunden skådespelare 1968)
- The Ballad of Andy Crocker (1969)
- Of Mice and Men (1970)
- The Powder Room (1971) (ej sålt pilotavsnitt)
- Joey & Dad (1975) (upphörd efter några veckor)